# Serra de Daró
Serra de Daró település Spanyolországban, Girona tartományban. Serra de Daró Verges, La Tallada d’Empordà, Fontanilles, Ullastret, Parlavà és Ultramort községekkel határos. Lakosainak száma 229 fő (2024).

## Népesség
A település népessége az elmúlt években az alábbi módon változott:
| Lakosok száma | 157  | 315  | 301  | 275  | 189  | 178  | 194  | 211  | 221  | 229  |
|               | 1717 | 1887 | 1936 | 1960 | 1986 | 2004 | 2009 | 2014 | 2019 | 2024 |